# Thượng Hải Thượng Thế ảnh nghiệp
Thượng Hải Pictures (thường gọi là SMG Pictures) là công ty phim ảnh Trung Quốc đại lục, thành lập năm 2011 bởi Tập đoàn Truyền thông Thượng Hải (SMG), trự sở chính ở Thượng Hải, công ty truyền về sản xuất phim thần tượng, phim hiện đại và phim điệp chiến kháng Nhật.

## Tác phẩm

### Truyền hình
| Năm  | Tên                               | Tên gốc              | Đạo diễn                     | Diễn viên | Ghi chú                                          |
| ---- | --------------------------------- | -------------------- | ---------------------------- | --- | ------------------------------------------------ |
| 2009 | Kỷ nguyên con dâu xinh đẹp        | 媳妇的美好时代       | Lưu Giang                    | Hải Thanh, Hoàng Hải Ba, Bách Hàn, Lưu Lị Lị, Lâm Thân, Nhạc Việt, Trương Giai Ninh | [ 2 ]                                            |
| 2009 |                                   | 三七撞上二十一       | Mã Tiểu Cương                | Vương Thiên Nguyên, Diêm Ni, Trương Dịch, Lý Minh Khải, Hình Vũ Phi |                                                  |
| 2009 | Lều Tranh                         | 蜗居                 | Đằng Hoa Đào                 | Hải Thanh, Trương Gia Dịch, Văn Chương, Lý Niệm, Hác Bình |                                                  |
| 2010 | Nhật ký thăng chức của Đỗ Lạp Lạp | 杜拉拉升职记         | Trần Minh Chương             | Vương Lạc Đan, Lý Quang Khiết, Lý Thái Hoa, Thượng Vu Bác, Trần Tuệ San, Diệp Đồng |                                                  |
| 2010 | Thượng Hải, Thượng Hải            | 上海，上海           | Mao Vệ Ninh                  | Đoàn Dịch Hoành, Tả Tiểu Thanh, Ngô Tú Ba, Triệu Tranh, Vương Viện Khả, Jonathan Kos-Read, Vạn Thiến                                                                                    | [ 3 ]                                            |
| 2010 | Hành trình hái sao                | 摘星之旅             | Thái Tinh Thắng              | Lưu Tùng Nhân, Lâm Phong, Hoàng Tông Trạch, Triệu Tử Kỳ, Lương Tĩnh Kỳ, Tống Vấn Phi, Lâm Gia Hoa, Lữ Hữu Tuệ                                                                           |                                                  |
| 2010 |                                   | 老马家的幸福往事     | Dương Văn Quân               | Hà Trại Phi, Tân Bách Thanh, Vu Hòa Vỹ, Dương Cung Như | [ 4 ]                                            |
| 2011 | Two cities one family             | 双城生活             | An Kiến                      | Mã Y Lợi, Đồ Tùng Nham, Nhạc Hồng, Trương Tiểu Lỗi, Đinh Dũng Đại, Lý Đông Lâm, Lưu Tư Đồng                                                                                             | [ 5 ]                                            |
| 2011 | My Splendid life                  | 我的灿烂人生         | Trần Minh Chương             | Ngôn Thừa Húc, Trần Ngạn Phi, Phương Phương, Hinh Tử, Ông Hồng | [ 6 ]                                            |
| 2011 | Chung cư tình yêu 2               | 爱情公寓2            | Vi Chính                     | Trần Hách, Lâu Nghệ Tiêu, Tôn Nghệ Châu, Vương Truyền Quân, Đặng Gia Giai, Triệu Văn Kỳ                                                                                                 | [ 7 ]                                            |
| 2011 |                                   | 婆婆来了             | Lương Sơn                    | Sa Dật, Chu Kiệt, Quy Á Lôi, Lâm Thân, Đổng Duy Gia | [ 8 ]                                            |
| 2011 |                                   | 新四军女兵           | Đinh Hắc                     | Triệu Tử Kỳ, Lưu Uy Uy, Hoàng Duy Đức, Vương Tân Quân, Triệu Xuân Dương, Diêm Na | [ 9 ]                                            |
| 2011 |                                   | 家常菜               | An Kiến                      | Hoàng Chí Trung, Tả Tiểu Thanh |                                                  |
| 2012 | Hậu cung Chân Hoàn truyện         | 后宫·甄嬛传          | Triệu Tử Long                | Tôn Lệ, Trần Kiến Bân, Thái Thiếu Phân, Lưu Tuyết Hoa, Lý Đông Học, Lý Thiên Trụ, Tưởng Hân, Đào Hân Nhiên                                                                              | Phim cổ trang đầu tay của đạo diễn Triệu Tử Long |
| 2012 | Fragrant Girl                     | 那样芬芳             | An Kiến, Chu Định Trung      | Tống Giai, Cảnh Nhạc, Quách Kinh Phi, Hoàng Mai Oánh, Lữ Lượng, Ngô Ngọc Phương, Lưu Dương, Phùng Lôi, Lưu Khiết, Vương Tĩnh Vân                                                        | [ 11 ]                                           |
| 2012 |                                   | 铁血壮士             | Vương Hiểu Minh              | Liễu Vân Long, Thẩm Ngạo Quân, Lưu Quan Quân, Mã Cương, Vương Chí Cương, Dương Kỳ Minh, Trịnh Tinh                                                                                      | [ 12 ]                                           |
| 2012 |                                   | 媳妇的美好宣言       | Chu Tiểu Cương               | Diêu Thiên Vũ、Tân Bách Thanh, Lưu Giai, Ngưu Lị, Vương Nhất Nam, Chu Vĩ | [ 13 ]                                           |
| 2012 | Vách đá                           | 悬崖                 | Lưu Giang                    | Trương Gia Dịch, Tống Giai, Trình Dục, Vịnh Mai, Lý Hồng Đào, Cơ Tha, Từ Trình, Tôn Hạo                                                                                                 | [ 14 ]                                           |
| 2012 | The love of my life               | 一生只爱你           | Chu Đức Hoa                  | Vu Tiểu Vĩ, Phó Miểu, Lâm Gia Xuyên, Đổng Duy Gia, Hoàng Mãnh, Diêm Học Tinh, Tất Ngạn Quân, Tưởng Lâm San                                                                              | [ 15 ]                                           |
| 2012 | Thiên kim                         | 千金                 | Bồ Giai Âm, Trần Vĩ Tường    | Lữ Tụng Hiền, Ôn Lam, Phan Nghi Quân, Âu Huyên, Đới Hướng Vũ | [ 16 ]                                           |
| 2012 | Phù Trầm                          | 浮沉                 | Đằng Hoa Đào                 | Trương Gia Dịch, Bạch Bách Hà, Vương Chí Phi, Vương Diệu Khánh, Yano Koji, Chương Thân                                                                                                  |                                                  |
| 2012 |                                   | 丈母娘来了           | Lương Sơn                    | Lôi Giai Âm, Chu Kiệt, Chu Nhân, Vương Lệ Vân, Lưu Mẫn |                                                  |
| 2012 | Trời trong nắng ấm                | 风和日丽             | Dương Văn Quân               | Lý Thần, Mã Y Lợi, Lưu Vân, Vưu Dũng, Đào Tuệ Mẫn |                                                  |
| 2013 | Trần Vân                          | 陈云                 | Kim Thao                     | Tạ Cương, Tùng San, Vương Anh, Lý Long Quân, Lý Tuyết Long |                                                  |
| 2013 | Mother will mary                  | 娘要嫁人             | Kiều Lương                   | Tưởng Văn Lệ, Vu Vinh Quang, Lý Lập Quần, Lữ Trung, Trương Lỗ Nhất |                                                  |
| 2013 | When naive meets reality          | 天真遇到现实         | Lưu Tân                      | Lâm Vĩnh Kiện, Trần Sổ, Vương Á Nam, Chu Đức Hoa, Vương Đinh, Vương Long Hoa, Lưu Thần Hi                                                                                               |                                                  |
| 2013 |                                   | 我家的春秋冬夏       | Hạ Hiểu Quân                 | Dương Lập Tân, Diêm Học Tinh, Trương Tiểu Lỗi, Từ Lộ, Lưu Mẫn, Lý Giai Đồng |                                                  |
| 2013 | Little daddy                      | 小爸爸               | Văn Chương                   | Văn Chương, Mã Y Lợi, Chu Giai Đức, Vương Diệu Khánh, Lưu Hoan, Từ Thúy Thúy, Mã Tinh Vũ, Dương Thanh, Trương Tử Nguyên                                                                 |                                                  |
| 2013 | Royalty in blood                  | 异镇                 | Cung Triều Huy               | Vương Thiên Nguyên, Vương Đĩnh, Vương Lực Khả, Trương Hồng Duệ, Tần Tuấn Kiệt |                                                  |
| 2013 |                                   | 冲出迷雾             | Âu Dương Thăng               | Vương Chí Phi, Tập Tuyết, Vu Dương, Lưu Hán Cường, Dung Dung, Lý Tâm Dật, Lưu Giai Giai, Liệu Kinh Sanh                                                                                 |                                                  |
| 2013 |                                   | 错伏                 | Hổ Tử                        | Sa Dật, La Hải Quỳnh, Trương Hy Lâm, Lan Hy, Thân Quân Nghị |                                                  |
| 2013 | Thanh xuân của Đỗ Lạp Lạp         | 杜拉拉之似水年华     | Lâm Hợp Long                 | Tiêu Tấm Diễm, Vương Lôi, Trạch Thiên Lâm, Phùng Đan Oánh, Dương Cung Như |                                                  |
| 2013 | Cai sữa                           | 断奶                 | Lý Lực An                    | Lôi Giai Âm, Đồng Lệ Á, Vương Thi Hòe, Trương Tiểu Lỗi, Quách Khải Mẫn, Trần Hồng Mai, Dương Côn                                                                                        |                                                  |
| 2014 | Bắc Bình không chiến sự           | 北平无战事           | Khổng Sanh, Lý Tuyết         | Lưu Diệp, Trần Bảo Quốc, Nghê Đại Hồng, Vương Khánh Tường, Trình Dục, Liêu Phàm, Đồng Dũng, Thẩm Giai Ni, Tổ Phong                                                                      |                                                  |
| 2014 | Theater                           | 剧场                 | Dương Văn Quân               | Trần Sổ, Tôn Thuần, Địch Thiên Lâm, Chủng Đan Ni |                                                  |
| 2014 |                                   | 生活永远沸腾         | Lý Tam Lâm                   | Vu Tiểu Vĩ, Vương Duy Duy, Vương Cơ, Hồng Kiếm Đào, Thiết Vĩ Quang |                                                  |
| 2014 | Obstetric male doctor             | 产科男医生           | Chu Đức Hoa                  | Giã Nãi Lượng, Lý Tiểu Lộ, Chu Dật, Quách Khải Mẫn, Lưu Giai |                                                  |
| 2014 | Negotiations sweetheart           | 谈判冤家             | Dương Lỗi                    | Trần Sổ, Vương Lôi, Trương Tiểu Lỗi, Trương Lỗ Nhất, Hàn Thanh, Vũ Cường, Mã Lan Phi, Vương Giai Giai                                                                                   |                                                  |
| 2015 | Thời gian tươi đẹp                | 大好时光             | Hạ Hiểu Quân                 | Hồ Ca, Vương Hiểu Thần, Hứa Á Quân, Chu Sở Sở, Hàn Đông Quân, Lỗ Y Sa |                                                  |
| 2015 | Thế giới bình thường              | 平凡的世界           | Mao Vệ Ninh                  | Vương Lôi, Đồng Lệ Á, Viên Hoằng, Lý Tiểu Minh, Lưu Uy, Vương Dũy Trí, Lữ Nhất |                                                  |
| 2015 | Hãy nhắm mắt khi anh đến          | 他来了，请闭眼       | Trương Khải Châu             | Hoắc Kiến Hoa, Mã Tư Thuần, Vương Khải, Trương Lỗ Nhất, Chương Linh Chi |                                                  |
| 2015 |                                   | 我为儿孙当北漂       | Lâm Nghiên                   | Ân Đào, Đồ Tùng Nham, Hàn Đông Sinh, Đỗ Ninh Lâm, Trần Vệ, Từ Ngọc Côn, Hà Hạo Dương, Chu Nham, Lý Hiểu Phong, An Hổ, Phương Tuệ, Trương Thi Nhã, Tân Vũ Tích, Hứa Ngưng                |                                                  |
| 2015 | Mission Impossible Love           | 爱情碟中谍           | Dư Thuần                     | Diêu Địch, Lôi Giai Âm, Phạm Minh, Vương Giai Giai, Tống Đan Đan, Phương Tử Ca, Nhân Long, Vương Nhất Nam                                                                               |                                                  |
| 2015 | The Revolution In ShangHai        | 大江东去             | Hồ Mai                       | Thiệu Vấn, Lý Y Hiểu, Trương Chí Kiên, Đinh Liễu Nguyên, Vu Việt, Vương Diệu Khánh, Cung Khiết                                                                                          |                                                  |
| 2015 |                                   | 刑警队长             | Lai Hách, Trương Duệ         | Vu Hòa Vỹ, Tổ Phong, Diệp Nhất Vân, Trương Diên, Hầu Nham Tùng, Yêu Vũ, Trương Ninh Giang, Trương Niệm Hoa                                                                              |                                                  |
| 2015 | Trưởng thành                      | 长大                 | Lâm Nghiên                   | Bạch Bách Hà, Lục Nghị, Giang Sơ Ảnh, Triệu Tử Kỳ, Trương Tử Huyên, Bạch Vũ, Cách Tang                                                                                                  |                                                  |
| 2016 | Shaolin Nirvana                   | 少林问道             | Phó Đông Dục                 | Chu Nhất Vi, Quách Kính Phi, Quách Hiểu Đình, Thị Yên, Trương Chí Kiên |                                                  |
| 2016 | Hải Đường y cựu                   | 海棠依旧             | Trần Lực                     | Tôn Duy Dân, Đường Quốc Cường, Hoàng Vi, Mã Hiểu Vĩ, Lô Kỳ, Lý Thế Tỉ, Tằng Nhất Huyên, Ngưu Bôn, Trần Kỳ, Lưu Chi Băng, Tống Hiểu Anh, Vương Ngũ Phúc, Đinh Liễu Nguyên, Đinh Dũng Đại |                                                  |
| 2016 | So Young                          | 致青春               | Dương Văn Quân               | Thái Văn Tĩnh, Đổng Xuân Huy, Từ Duyệt, Vương Tử Tuyền, Miêu Trì, Quách Bằng |                                                  |
| 2016 |                                   | 寒山令               | Cốc Thi Dương                | Lý Kiện, Hứa Á Quân, Tống Vận Thành, Kiều Kiều, Tưởng Quân, Trương Ưng, Lâm Đống Phủ, Chu Minh Sáng, Diêu An Liêm, Thẩm Bảo Bình, Mã Vệ Quân, Tiền Y                                    |                                                  |
| 2016 |                                   | 红旗漫卷西风         | Vương Phi                    | Trương Túc, Lữ Nhất, Cơ Tha, Phạm Lăng Tử, Phong Bách, Tưởng Quân |                                                  |
| 2016 | See you! My Wife                  | 再见, 老婆大人       | Vương Hiểu Minh              | Hoắc Tư Yến, Đỗ Giang, Vương Chí Phi, Triệu Văn Tuyên, Hạ Trại Phi, Vu Việt, Trần Khiết, Khang Ân Hách                                                                                  |                                                  |
| 2017 | Head Above Water                  | 守卫者-浮出水面      | Phan Kính Thừa, Hàn Bác Văn  | Cận Đông, Hàn Vũ Cần, Tề Khuê, Lưu Lập, Vương Tử Quyền, Ngô Cẩn Ngôn, Lý Y Y, Lăng Tuyền Triều                                                                                          |                                                  |
| 2017 | Quốc dân đại cuộc sống            | 国民大生活           | Hạ Hiểu Quân                 | Trịnh Khải, Viên San San, Chu Hiếu Thiên, Lưu Giai, Nghiêm Hiểu Tần |                                                  |
| 2017 |                                   | 特化师               | Phan Kính Thừa               | Trương Đan Phong, Đàm Tùng Vận, Ứng Hạo Minh, Đại Siêu, Chu Tử Ngôn, Vương Du, A Nam |                                                  |
| 2017 | Dating High                       | 约会恋爱究竟是什么   | Điền Hiểu Uy                 | Quách Hiểu Đông, Vương Tư Doãn, Vương Vĩ Trung, Phiền Dã, Chu Mộng Dao, Lý Hoằng Lương                                                                                                  |                                                  |
| 2017 | Operation Love                    | 求婚大作战           | Mao Tiểu Duệ                 | Trương Nghệ Hưng, Trần Đô Linh, Trương Chí Lâm, Ngưu Bôn, Lý Trình Bân |                                                  |
| 2017 |                                   | 老爸的梦想           | Chúc Quân                    | Phạm Minh, Dương Lập Tân, Hồ Tĩnh, Sử Lỗi, Đặng Anh, Tôn Nghệ Ninh |                                                  |
| 2018 | Liệt hỏa như ca                   | 烈火如歌             | Lương Thắng Quyền, Lỹ Vĩ Cơ  | Chu Du Dân, Nhiệt Ba, Trương Bân Bân, Lưu Nhuế Lân |                                                  |
|      |                                   | 黄土高天             | Hám Vệ Bình                  | Đổng Dũng, Vương Hải Yến, Vương Vĩ, Kê Ba, Mã Thiếu Hoa |                                                  |
| 2019 |                                   | 竹马钢琴师           | Đoàn Văn Hưng, Tưởng Dực     | Phương Dật Luân, Kim Văn Hân, Văn Dĩ Phàm, Lý Mộng Dĩnh |                                                  |
| 2019 | Thanh xuân không dừng lại         | 青春抛物线           | Tạ Nghị Hàng                 | Vu Mông Lung, Miêu Miêu, Chu Du, Trần Hân Dữ, Trần Vĩ Đồng, Vương Nãi Siêu |                                                  |
| 2019 | On the road                       | 在远方               | Trần Côn Huy                 | Lưu Diệp, Mã Y Lợi, Mai Đình, Bảo Kiếm Phong, Tằng Lê |                                                  |
| 2019 | Lão trung y                       | 老中医               | Mao Vệ Ninh                  | Trần Bảo Quốc, Phùng Viễn Chinh, Hứa Tình, Trần Nguyệt Mạt, Nam Cát, Trương Chí Trung, Tào Khả Phàm, Đinh Gia Lệ                                                                        |                                                  |
| 2019 | Đại Giang Đại Hà                  | 大江大河             | Không Sanh, Hoàng Vĩ         | Vương Khải, Dương Thước, Đổng Tử Kiện, Đồng Dao, Dương Lập Tân |                                                  |
| 2020 | Đại Giang Đại Hà 2                | 大江大河2            | Lý Tuyết, Hoàng Vĩ           | Vương Khải, Dương Thước, Đổng Tử Kiện |                                                  |
| 2021 | Kinh sơn lịch hải                 | 经山历海             | Dương Á Châu, Dương Bác      | Vương Lệ Khôn, Trương Quốc Cường, Trâu Đình Uy |                                                  |
|      | Chỉ muốn nhìn thấy nụ cười của em | 只为那一刻与你相见   | Tra Truyện Nghị, Kỳ Hiểu Hủy | Lục Nghị, Lý Nhất Đồng, Tống Thần, Thi Thi, Vương Tu Trạch, Lưu Tiểu Chấn, Dương Kim Thừa                                                                                               |                                                  |
|      | Quiet among disquiet              | 在不安的世界安静地活 | Tiết Hiểu Lộ                 | Mã Y Lợi, Hứa Á Quân, Vương Đại Lục, Lưu Tư |                                                  |
|      | Điều tra thương nghiệp sư         | 商业调查师           | Lưu Nhất Chí                 | Chu Á Văn, Vạn Thiến, Trương Manh |                                                  |
|      |                                   | 两个人的上海         | Mộng Kế                      | Quách Kính Phi, Vương Lạc Đan |                                                  |
|      |                                   | 误入浮华             | Thôi Lượng                   | Trương Vũ Kỳ, Cao Vỹ Quang, Tả Tiểu Thanh, Cổ Ảnh Huy, Thi Thi |                                                  |

### Điện ảnh
| Năm  | Tên                           | Tên gốc              | Đạo diễn                                 | Diễn viên |
| ---- | ----------------------------- | -------------------- | ---------------------------------------- | --- |
| 2009 | Radish Warrior                | 倔强萝卜             | Điền Mông                                | Hoàng Bột, Huỳnh Dịch |
| 2009 | Thập nguyệt vi thành          | 十月围城             | Trần Đức Sâm                             | Lưu Vĩ Cường, Chân Tử Đan, Vương Học Ngân, Lương Gia Huy, Tạ Đình Phong, Hồ Quân |
| 2009 |                               | 男生贾里新传         | Lý Uy                                    | Nguyên Kinh Thiên, Trần Thần, Vuong Thành Dương, Tưởng Lị Vĩ, Thẩm Giai Ni |
| 2010 | Chào mừng đến với Shama Town  | 决战刹马镇           | Lý Uất Nhiên                             | Tôn Hồng Lôi, Lâm Chí Linh, Lý Lập Quần, Cam Vi, Mã Kiện |
| 2010 | Anh trai tôi - Lý Tiểu Long   | 李小龙我的兄弟       | Văn Tuyền, Diệp Vĩ Dân                   | Lương Gia Huy, Chung Lệ Đề, Lý Trị Đình, Tạ Đình Đình, Trương Nhất Sơn |
| 2010 | Đông Phong Vũ                 | 东风雨               | Liễu Vân Long                            | Liễu Vân Long, Phạm Băng Băng, Takayuki Takemoto, Lý Tiểu Nhiễm, Vu Thần Quang |
| 2011 | Đại võ sinh                   | 大武生               | Cao Hiểu Tùng                            | Ngô Tôn, Hàn Canh, Từ Hy Viên, Nguyên Bưu, Vu Vinh Quang, Y Năng Tịnh, Tiền Gia Lạc |
| 2011 | Long môn phi giáp             | 龙门飞甲             | Từ Khắc, Trương Chi Lượng                | Lý Liên Kiệt, Châu Tấn, Trần Khôn, Lý Vũ Xuân, Quế Luân Mỹ, Phạm Hiểu Huyên, Phiền Thiểu Hoàng, Thịnh Giám, Lưu Gia Huy                                                                                       |
| 2013 | African Safari 3D             | 非洲狂奔             | Ben Stassen                              | Phim tài liệu |
| 2013 | Vượt ngục                     | 金蝉脱壳             | Mikael Håfström                          | Sylvester Stallone, James Caviezel, Sam Neill, Vinnie Jones, Amy Ryan, Faran Tahir, Matt Gerald, James Rollins                                                                                                |
| 2014 | Phi vụ hạt dẻ                 | 抢劫坚果店           | Peter Lepeniotis                         | Katherine Heigl, Will Arnett |
| 2014 | Chuyến bay cuối cùng          | 绝命航班             | Chu Văn Vũ Bối                           | Ed Westwick, Chu Châu, Cô Thừa, Y Na, Johann Helf, Lý Thần Hạo, Doãn Chính, Dư Tư Lộ, Giang Lâm Lâm, Tiền Địch Địch                                                                                           |
| 2015 | The Snow Queen                | 冰雪女王             | Maksim Sveshnikov, Vladlen Barbe         | Hoạt hình |
| 2015 |                               | 桂宝之爆笑闯宇宙     | Vương Vân Phi                            | Hoạt hình |
| 2016 | Lost in White                 | 冰河追凶             | Từ Vĩ                                    | Lương Gia Huy, Đồng Đại Vi, Châu Đông Vũ, Đặng Gia Giai, Ngụy Thần, Tào Vệ Vũ |
| 2016 | Phi vụ 999                    | Triple 9             | John Hillcoat                            | Casey Affleck, Chiwetel Ejiofor, Anthony Mackie, Aaron Paul, Clifton Collins Jr., Norman Reedus |
| 2016 | Dạ khổng tước                 | 夜孔雀               | Đới Tư Kiệt                              | Lưu Diệc Phi, Lưu Diệp, Dư Thiếu Quần, Lê Minh |
| 2016 | Thất Nguyệt và An Sinh        | 七月与安生           | Tăng Quốc Cường                          | Châu Đông Vũ, Mã Tư Thuần, Lý Trình Bân |
| 2016 | Những đứa con Trung Hoa       | 我们诞生在中国       | Lục Xuyên                                | Châu Tấn (Thuyết minh) |
| 2016 | Cô dâu gớm ghiếc              | The Abominable Bride | Douglas Mackinnon                        | Benedict Cumberbatch, Martin Freeman, Amanda Abbington, Rupert Graves, Andrew Scott, Mark Gatiss, Natasha O'Keeffe, Una Stubbs, Louise Brealey, Catherine McCormack, Tim McInnerny, Jonathan Aris, Tim Barlow |
| 2017 | Kingsglaive: Final Fantasy XV |                      | Takeshi Nozue                            | Aaron Paul, Sean Bean, Lena Headey |
| 2017 | Hung thần đại dương           | 47 Meters Down       | Johannes Roberts                         | Claire Holt, Mandy Moore, Matthew Modine, Santiago Segura, Yani Gellman, Chris J. Johnson |
| 2017 | The Verse of Us               | 我的诗篇             | Ngô Phi Dược, Tần Hiểu Vũ                | Ô Điểu Điểu, Ổ Hà, Cát Khắc A Ưu, Trần Niên Hỉ, Lão Tỉnh, Hứa Lập Chí |
| 2017 | Tâm lý tlội phạm              | 心理罪               | Tạ Đông Sân                              | Lý Dịch Phong, Liêu Phàm, Vạn Thiến, Lý Thuần, Trương Quốc Trụ |
| 2017 | The dreaming man              | 假如王子睡着了       | Vương Dĩnh                               | Trần Bách Lâm, Lâm Doãn, Trương Vân Long, Tần Bái |
| 2017 | Kiến quân đại nghiệp          | 建军大业             | Lưu Vĩ Cường                             | Lưu Diệp, Chu Á Văn, Hoàng Chí Trung, Vương Cảnh Xuân |
| 2017 | Trái đất: Một ngày tuyệt vời  | 地球：神奇的一天     | Phạm Lập Hân, Richard Dale, Peter Webber | Thành Long (Thuyết minh), Phim tài liệu về thiên nhiên |
| 2018 | Khuê mật 2                    | 闺蜜2                | Hoàng Chân Chân                          | Tiết Khải Kỳ, Trần Ý Hàm, Trương Quân Ninh |
| 2018 | 21 Carats                     | 21克拉               | Hà Niệm                                  | Quách Kính Phi, Nhiệt Ba, Lưu Nhuế Lân, Vương Hạo, Trương Chu Nghi, Lisa Dong, Trương Dương Trí Tử |
| 2018 | Tào Tháo và Dương Tu          | 曹操与杨修           | Đằng Tuấn Kiệt                           | Thượng Trường Vinh, Ngôn Hưng Bằng |
| 2018 | Running to the Spring         | 春天的马拉松         | Hạ Hiểu Quân                             | Trương Đạc, Từ Bách Hủy, Dương Lập Tân, Dương Côn |
| 2019 | Serenity                      |                      | Steven Knight                            | Matthew McConaughey, Anne Hathaway |
| 2019 | Kiangnan 1894                 | 江南                 | Ngô Hiểu Cương                           | Mã Dương, Trương Kỳ, Chu Dã Mang, Lý Dương, Lưu Bắc Thần, Trương Hân, Chung Nguy, Vương Tiêu Binh |
| 2021 | Special Couple                | 合法伴侣             | Hoàng Lôi                                | Lý Trị Đình, Bạch Khách. Trương Dung Dung, Rupert Graves |

## Giải thưởng
- Five One Project - Phim truyền hình ưu tú - Kỷ nguyên con dâu xinh đẹp
- Phi Thiên - Hạng 5 phim truyền hình dài tập, Kịch bản ưu tú, Nữ diễn viên ưu tú - Kỷ nguyên con dâu xinh đẹp
- Hiệp hội đạo diễn Trung Quốc - Phim truyền hình xuất sắc nhất - Kỷ nguyên con dâu xinh đẹp
- Nghệ thuật Thượng Hải hàng năm - Sáng tạo 2010,2011 - Kỷ nguyên con dâu xinh đẹp
- Liên hoan phim truyền hình quốc tế Tokyo 2010 - Phim truyền hình hải ngoại xuất sắc nhất [17]
- Quốc kịch thịnh điển 2010 - Top 10 phim truyền hình của năm
- Bạch Ngọc Lan 2010 - Nữ diễn viên chính xuất sắc nhất (đề cử) - Nhật ký thăng chức của Đỗ Lạp Lạp [18]
- Phi Thiên- Phim truyền hình dài tập - Hạng 2 - 家常菜 [19]
- Phi Thiên - Phim truyền hình dài tập - Hạng 3 - 老马家的幸福往事
- Phi Thiên - Phim truyền hình dài tập - Hạng 3, Nam diễn viên ưu tú - Vách đá
- Bạch Ngọc Lan - Phim truyền hình xuất sắc nhất, Kịch bản xuất sắc nhất, Nữ diễn viên xuất sắc nhất - Vách đá [20]
- Kim Ưng - Phim truyền hình ưu tú, Nữ diễn viên xuất sắc nhấym Nữ diễn viên được yêu thích, Kịch bản xuất sắc nhất (đề cử), Đạo diễn xuất sắc nhất (đề cử) - Vách đá
- Hoa Đỉnh - Phim truyền hình xuất sắc nhất - Vách đá
- Quản lý Nhà nước về Phát thanh, Điện ảnh và Truyền hình - Danh sách phim truyền hình ưu tú năm 2012 - Vách đá
- Nghệ thuật Thượng Hải hàng năm - Sáng tạo 2012,2013 - Vách đá
- Phi Thiên - Phim truyền hình dài tập - Hạng 3, Nam diễn viên ưu tú năm 2013 - Phù Trầm
- Hoa Đỉnh - Kịch bản xuất sắc nhất - Phù Trầm
- SARFT -  Danh sách phim truyền hình xuất sắc năm 2012, Danh sách tiết mục được đề xuất của Đại hội đại biểu toàn quốc lần thứ 18 của Đảng Cộng sản Trung Quốc - Phù Trầm
- Nghệ thuật Thượng Hải hàng năm - Sáng tạo 2012,2013 - Phù Trầm
- Phi Thiên lần thứ 30 - Phim truyền hình chủ đề chính xuất sắc, Đạo diễn ưu tú, Diễn viên ưu tú - Bách Bình không chiến sự
- Bạch Ngọc Lan lần thứ 21 - Phim truyền hình xuất sắc nhất, Kịch bản xuất sắc nhất - Bách Bình không chiến sự
- Kim Ưng - Phim truyền hình ưu tú, Giải ánh sáng tốt nhất - Bách Bình không chiến sự
- Kim Ưng lần thứ 26 - Phim truyền hình ưu tú - Hậu cung Chân Hoàn truyện
- Top 10 phim truyền hình quốc gia lần thứ 9 - Phim truyền hình xuất sắc - Hậu cung Chân Hoàn truyện
- Tạp chí New Weekly - Danh sách tài năng mới của Trung Quốc năm 2012 - Phim truyền hình của năm -  Hậu cung Chân Hoàn truyện
- Ủy ban đạo diễn phim truyền hình Trung Quốc - Phim truyền hình hay nhất năm 2012 - Hậu cung Chân Hoàn truyện
- SAFRT 2012 - Danh sách phim truyền hình xuất sắc thường niên, Danh sách tiết mục được đề xuất của Đại hội đại biểu toàn quốc lần thứ 18 của Đảng Cộng sản Trung Quốc - Trời trong nắng ấm
- Top 10 phim truyền hình quốc gia lần thứ 9 của Hiệp hội Phát thanh và Truyền hình Trung Quốc - Phim truyền hình xuất sắc - Trời trong nắng ấm
- Bạch Ngọc Lan lần thứ 22 - Danh sách rút gọn - Theater
- Nghệ thuật Thượng Hải hàng năm 2011 - Tác phẩm xuất sắc -  新四军女兵
- Nghệ thuật Thượng Hải hàng năm 2012 - Tác phẩm xuất sắc - 丈母娘来了
- Nghệ thuật Thượng Hải hàng năm 2012 - Tác phẩm xuất sắc - The love of my life
- Top 10 phim truyền hình quốc gia thứ 9 của Hiệp hội phát thanh và truyền hình Trung Quốc: Top 10 nhà sản xuất phim truyền hình xuất sắc - Nhà thiết kế pháo hoa xuất sắc- 铁血壮士
- Liên hoan phim Châu Á lần thứ 17 -  Phim truyền hình xuất sắc nhất (đề cử) - Two cities one family
- Danh sách tác phẩm được chọn trong loạt phim truyền hình xuất sắc của Trung Quốc năm 2013 - Little daddy
- Top 10 phim truyền hình quốc gia lần thứ 10 - Phim truyền hình xuất sắc nhất - Little daddy
- Nghệ thuật Thượng Hải hàng năm 2013 - Thành tích cá nhân xuất sắc - 生活永远沸腾
- Diễn đàn các nhà sản xuất Trung Quốc-Nhật Bản-Hàn Quốc lần thứ 14 - 生活永远沸腾
- Top 10 phim truyền hình quốc gia lần thứ 10 -  Phim truyền hình ưu tú - Obstetric male doctor
- Liên hoan phim Thế giới Montreal lần thứ 40 - Giải vàng phim Trung Quốc - Dạ khổng tước
- Liên hoan phim Trung - Mỹ lần thứ 12 - Thiên thần vàng - Dạ khổng tước
- Five One Project lấn thứ 14 - Tác phẩm ưu tú - Kiến quân đại nghiệp
- Danh sách nghề thủ công Eagle Eye -  Top 10 phim mạng hay nhất 2019 - Lão trung y
- Liên hoan phim Trung - Mỹ lần thứ 14 - Phim tài liệu hay nhất năm - Trái đất: Một ngày tuyệt vời
- Phi Thiên lần thứ 31 - Phim truyền hình ưu tú -  刑警队长
- Ban Tuyên giáo Thành ủy Thượng Hải - Kiệt tác điện ảnh Thượng Hải 2018 - Running to the Spring
- Kim Long lần thứ 17 - Huy chương đồng - Kiangnan 1894
- Five One Project lần thứ 15 - Tác phẩm ưu tú  - 黄土高天
- Five One Project lần thứ 14 -  Tác phẩm ưu tú -  Hải Đường y cựu
- Bạch Ngọc Lan lần thứ 23 - Giải đặc biệt của Ban tổ chức - Hải Đường y cựu
- Phi Thiên lần thứ 31 -  Phim truyền hình ưu tú - Hải Đường y cựu
- Kim Ưng lần thứ 29 - Phim truyền hình xuất sắc nhất - Hải Đường y cựu
- Five One Project -  Tác phẩm ưu tú - Bắc Bình không chiến sự
- Phi Thiên lần thứ 30 - Phim truyền hình thực tế ưu tú, Đạo diễn ưu tú - Bắc Bình không chiến sự
- Bạch Ngọc Lan lần thứ 21 - Đạo diễn xuất sắc nhất -  Bắc Bình không chiến sự
- Kim Ưng lần thứ 28 - Phim truyền hình ưu tú, Kịch bản xuất sắc nhất, Nam/nữ diễn viên được khán giả yêu thích - Bắc Bình không chiến sự
- Five One Project - Tác phẩm ưu tú - Thế giới bình thường
- Phi Thiên - Phim truyền hình ưu tú để tài hiện thực, Đao diễn ưu tú - Thế giới bình thường
- Bạch Ngọc Lan - Đạo diễn xuất sắc nhất - Thế giới bình thường
- Kim Ưng - Phim truyền hình ưu tú, Kịch bản xuất sắc nhất, Nam/nữ diễn viên được khán giả yêu thích - Thế giới bình thường
- Liên hoan phim quốc tế con dường tơ lụa - Phim tài liệu xuất sắc nhất - Những đứa con Trung Hoa
- Gấu trúc vàng - Phim tài liệu dài hay nhất - Những đứa con Trung Hoa
- Liên hoan phim quốc tế Kyoto - Tôn kính nhất - Tào Tháo và Dương Tu
- Triển lãm Phim Kinh kịch Trung Quốc lần thứ 2 - Phim Kinh kịch Trung Quốc ưu tú - Tào Tháo và Dương Tu
- Liên hoan phim Trung - Mỹ lần thứ 14 - Giải thưởng của Ban giám khảo - Top 10 thiên thần vàng hàng năm - Tào Tháo và Dương Tu
- Bồ câu bạc - Hạng mục ưu tú (Hải ngoại) - Hạng 2 - Tào Tháo và Dương Tu
- Five One Project - Tác phẩm ưu tú - Đại Giang Đại Hà
- Bạch Ngọc Lan - Phim xuất sắc nhất, Đạo diễn xuất sắc nhất, Biên kịch xuất sắc nhất - Đại Giang Đại Hà
- Phi Thiên - Phim truyền hình ưu tú - Đại Giang Đại Hà
- Kim Ưng - Phim truyền hình ưu tú, Đạo diễn xuất sắc nhất - Đại Giang Đại Hà